# Angry Birds (computerspelserie)
Angry Birds is een computerspelserie van Finse herkomst. De spellen worden geprezen om hun combinatie van verslavende gameplay, komische stijl en lage prijs. De populariteit steeg door versies voor zowel pc als spelcomputers.
Er is ook een soort mini-televisieserie over de vogels te bekijken op de applicaties voor Android en iOS.

## Ontstaan
Jaakko Iisalo moest voor zijn werkgever Rovio Mobile spelletjes maken voor Apple iPhone. Zijn eerste ideeën werden niet goedgekeurd, het spelletje dat hij moest ontwikkelen moest iets leuks zijn en met een centraal karakter. Jakko had een idee over vogels die hij uitwerkte in Photoshop. Toen hij dit voorstelde aan de bazen van Rovio was er door zijn spel een grote oproer. Uit deze oproer was gebleken dat zijn idee nog veel werk nodig had en dat het doel niet duidelijk was. Maar de vogels verleidden iedereen tijdens de voorstelling, Niklas Hed (mede-eigenaar van Rovio Games) wilde het onmiddellijk spelen.

## Gameplay
In Angry Birds nemen spelers controle over een zwerm vogels die proberen eieren terug te krijgen, die zijn gestolen door een groep groene varkens. Bij elk spelniveau zijn de varkens beschermd door een constructie van wisselende materialen, zoals hout, ijs en steen. Het doel van de spellen is alle varkens te vernietigen. In hogere niveaus van een spel zijn er explosieve kratten en rotsen te vinden. Deze materialen kunnen door de vogels worden gebruikt om moeilijk te vernietigen varkens te bereiken.
Elk niveau start met een aantal verschillende vogels. Als alle varkens zijn vernietigd is het niveau voltooid, hetgeen aangeduid wordt met gejuich en een muziekje. Vervolgens is het mogelijk het volgende niveau te spelen. Als niet alle varkens vernietigd zijn, volgt een vreemd geknor. Punten kan men krijgen voor het vernietigen van een varken, maar ook door varkens te beschadigen. Ook krijgt men punten als de uit ijs en/of hout bestaande delen van de constructie schade oplopen. Bonuspunten zijn te krijgen voor alle ongebruikte vogels. Bij het voltooien van een niveau krijgt de speler één, twee of drie sterren, afhankelijk van de behaalde score. Spelers kunnen elk niveau herdoen teneinde een zo hoog mogelijke score te behalen.

### De vogels

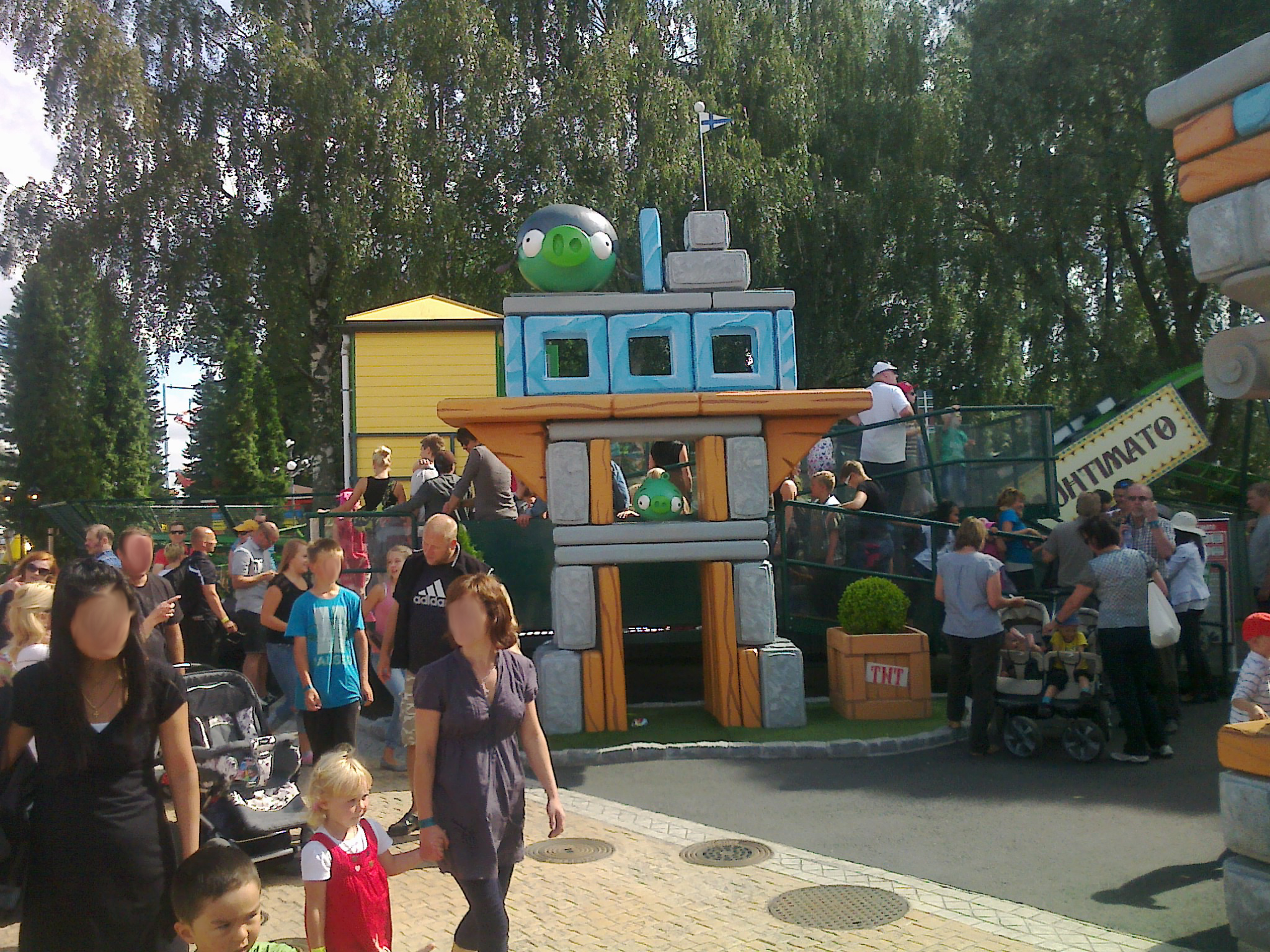
Voorbeeld van een te slopen constructie

Er doen verschillende soorten vogels de ronde in het spel. In het begin is het alleen mogelijk met de rode basisvogel te spelen. Hoe verder de speler vordert, hoe meer vogels er bespeelbaar worden. Sommige hiervan hebben speciale krachten die men kan activeren door op het scherm te tikken als de vogel door de lucht vliegt.
Een blauwe vogel kan bijvoorbeeld in drie kleinere vogeltjes veranderen. Een zwarte vogel kan exploderen en de witte vogel kan een explosief ei laten vallen, waarna de vogel zelf weer omhoog schiet. De varkens komen ook in diverse groottes voor. Terwijl kleine varkens makkelijk te vernietigen zijn, kunnen grote varkens meer schade incasseren. Sommige varkens dragen helmen, waardoor ze nog meer schade kunnen incasseren.
| Naam                    | Kleur en vorm                       | Bijzondere mogelijkheden                                                                                      | Impact                             | Meeste impact op materiaal | Minste impact op materiaal | In welke game(s)                                                  |
| ----------------------- | ----------------------------------- | --- | ---------------------------------- | -------------------------- | -------------------------- | ----------------------------------------------------------------- |
| Red                     | Rode vogel Rond                     | Maakt enkel geluid na schermtik                                                                               | Normaal                            | IJs                        | Steen, hout                | Alle                                                              |
| The Blues               | Blauwe vogeltjes Rond               | Eerst één vogel, splitst zich in drieën na schermtik                                                          | Normaal                            | IJs                        | Steen                      | Alle                                                              |
| Chuck                   | Gele vogel Driehoekig               | Accelereert na schermtik                                                                                      | Sterk                              | Hout                       | Steen, ijs                 | Alle                                                              |
| Bomb                    | Zwarte vogel Rond                   | Ontploft een seconde na impact of na schermtik                                                                | Zeer sterk                         | Steen                      | —                          | Alle                                                              |
| Matilda                 | Witte vogel Ovaal                   | Werpt explosief ei en de vogel schiet omhoog na schermtik                                                     | Explosief ei: sterk Vogel: normaal | Steen                      | IJs                        | Alle                                                              |
| Hal                     | Groene vogel Boemerangvorm          | Vliegt rechtsomkeert na schermtik                                                                             | Zwak                               | Hout                       | Steen, ijs                 | Angry Birds Angry Birds Seasons Angry Birds Rio                   |
| Terence                 | Dikke rode vogel Rond               | Zoals gewone rode vogel, maar met grotere impact                                                              | Zeer sterk                         | Alles                      | —                          | Alle                                                              |
| Bubbles                 | Oranje vogel Ballon                 | Blaast zich op als een ballon na impact of schermtik                                                          | Zwak                               | —                          | —                          | Angry Birds Angry Birds Seasons Angry Birds Rio Angry Birds Space |
| Stella                  | Roze vogel Rond                     | Na schermtik stijgen de voorwerpen in de buurt in een roze ballon op, die na een paar seconden ontploft       | Zwak                               | —                          | —                          | Angry Birds Seasons                                               |
| Mighty Eagle            | Grote zeearend Beeldvullend         | Stort neer en verwoest daarbij alle bouwwerken in het level                                                   | Allesvernietigend                  | Alles                      | Niets                      | Angry Birds                                                       |
| Mighty Dragon           | Grote oranje draak Beeldvullend     | Stort neer en verwoest daarbij alle bouwwerken in het level                                                   | Allesvernietigend                  | Alles                      | Niets                      | Angry Birds Seasons (Year of the Dragon)                          |
| Blu (Uit de film Rio)   | Blauwe ara Mannetje                 | Kan heel snel vooruit vliegen of begint te spartelen bij impact of na schermtik (hangt van vordering spel af) | Sterk                              | Hout, ijs                  | Steen                      | Angry Birds Rio                                                   |
| Jewel (Uit de film Rio) | Blauwe ara Vrouwtje                 | Vliegt recht vooruit na schermtik                                                                             | Normaal                            | Hout, ijs                  | Steen                      | Angry Birds Rio                                                   |
| Ice Bird                | Blauw ijsblokje Vierkant            | Laat alles bevriezen en dan instorten                                                                         | Sterk                              | Alles                      | —                          | Angry Birds Space                                                 |
| Space Eagle             | Blauw-zwarte arendskop Beeldvullend | Komt uit een zwart gat en verwoest daarbij alles wat in het veld van dat zwart gat staat                      | Allesvernietigend                  | Alles                      | —                          | Angry Birds Space                                                 |

## Spellen

### Hoofdserie
- Angry Birds (december 2009)
- Angry Birds Seasons (oktober 2010)
- Angry Birds Rio (maart 2011)
- Angry Birds Friends (februari 2012)
- Angry Birds Space (maart 2012)
- Angry Birds Star Wars (november 2012)
- Angry Birds Star Wars II (september 2013)
- Angry Birds Go! (december 2013)
- Angry Birds Epic (juni 2014)
- Angry Birds Transformers (oktober 2014)
- Angry Birds Fight! (juni 2015)
- Angry Birds 2 (juli 2015)
- Angry Birds POP! (maart 2015)
- Angry Birds Action! (april 2016)
- Angry Birds Blast! (december 2016)
- Angry Birds Evolution (juni 2017)
- Angry Birds Match (augustus 2017)
- Angry Birds Blast Island (februari 2018)

### Spin-offs
- Bad Piggies (september 2012)
- Angry Birds Stella (september 2014)
- Angry Birds POP! (maart 2015)
- Angry Birds Champions (februari 2018)
- Angry Birds Dream Blast (november 2018)

### Compilatiespel
- Angry Birds Trilogy (2012)

### Gecancelde spellen
- Angry Birds Goal!, later Angry Birds Football (juni 2016)
- Angry Birds Sky Fighters, later Angry Birds Ace Fighter
- Angry Birds Holiday
- Angry Birds Islands
- Angry Birds Dice

## Merchandising
Rond Angry Birds is een franchise gebouwd. Ondertussen zijn allerlei voorwerpen zoals kleding, kinderbrillen en speelgoed te koop, die te maken hebben met de bekende vogels. Naast het originele computerspel is Angry Birds uitgebreid naar verschillende andere media. Er werd een televisieserie geproduceerd, genaamd Angry Birds Toons, die debuteerde in 2013. De serie volgt de avonturen van de bekende vogels en hun strijd tegen de varkens. Daarnaast werden er films uitgebracht: The Angry Birds Movie (2016) en The Angry Birds Movie 2 (2019), die zowel commercieel als kritisch succesvol waren. Deze films breiden het Angry Birds-universum verder uit en bieden nieuwe verhaallijnen en personages.

## Trivia
- De vogels zijn dermate populair dat ze in verschillende hoedanigheden elders worden gebruikt. Een Israëlisch televisiestation gebruikte de vogels voor een sketch om het Palestijns-Israëlisch vredesproces te persifleren.[3]
- Eind 2012 was Angry Birds meer dan 50 miljoen keer gedownload en werd het dagelijks 200 miljoen minuten gespeeld. Dit cijfer is te vergelijken met het aantal minuten dat men op een avond in totaal naar televisie kijkt in de VS.[1]
- Vanaf het seizoen 2017/2018 prijkt het merknaam Angry Birds op het shirt van de Engelse voetbalploeg Everton.